# Ика (град)
Вижте пояснителната страница за други значения на ИКА.
Ѝка (на испански: Ica; на кечуа: Ika) е град и административният център на регион Ика в Югозападно Перу. Град Ика е с население от 219 856 жители (2007 г.). Разположен е на 406 м. н.в. Телефонният му код е 56. Намира се на 300 км южно от столицата Лима. Основан е през 1563 г.